# 義経 (小惑星)
義経（よしつね、3178 Yoshitsune）は、小惑星帯にある小惑星である。
1984年11月21日、鈴木憲蔵と浦田武が愛知県豊田市で発見した。

## 名称
平安時代末期の武将、源義経（1159年 - 1189年）にちなむ。
命名は1992年2月の小惑星回報で公表された。浦田はこのとき同時に、(4375) 清盛、(4574) 義仲など、多くの小惑星に『平家物語』に登場する平安時代末期（保元・平治の乱から源平合戦にかけて）の歴史上の人物の名を付けている。義経関連の小惑星には、ほかに
- (4200) 静御前：愛人
- (4748) 常盤御前：母
- (3733) 義朝：父
- (3902) 頼朝：兄

がある。

## 註
1. ↑  MPC 19692（1992年2月18日）